# لقاح غيروي
اللقاح الغيروي هو نوع من اللقاح الحي حيث يتم إدخال فيروس واحد لتوفير الحماية من فيروس آخر.
ومن الأمثلة على ذلك وضع الوقس لتوفير الحماية من الجدري.
وما هو الحال مع جميع اللقاحات الحية، فإن هذا اللقاح يتميز بقدرته على التكاثر داخل الجسم، وبالتالي يقلل من الحاجة إلى الحقن الداعمة. كما يتميز بإمكانية إدخال الكائن الممرض المحتمل داخل الجسم.
ومن الممكن أن يندمج مع إستراتيجية التخفيف في تصميم اللقاح.